# Palácio Taje
Palácio Taje (em árabe: قصر التاج‎; romaniz.: Qaṣr al-Tāj; lit. "Palácio da Coroa") foi um dos principais palácios califais em Bagdá durante meados e fins do Califado Abássida (r. 750–1258). Foi iniciado pelo décimo sexto califa, Almutadide (r. 892–902), como parte de seus projetos de construção quando a capital califal foi retransferida para Bagdá de Samarra. Fica nas margens do rio Tigre, no sul de Bagdá Oriental, ao sul do antigo Palácio Haçani. Era, portanto, a porção mais ao sul do complexo palaciano, a "Morada do Califado" (Dār al-Khilāfat), que incluía o Haçani e o palácio Firdus, também construído por Almutadide, além de jardins e palácios menores.
No entanto, em 899, Almutadide ordenou que a construção fosse interrompida, porque sua localização tornava provável que a fumaça das lareiras dos distritos residenciais próximos flutuasse sobre o palácio. No final, foi seu filho e sucessor, Almoctafi (r. 902–908), que concluiu a construção do Taje. Para esse fim, demoliu um palácio anterior, o "Palácio da Perfeição" (Alcácer Alcamil), mas também saqueou o antigo palácio dos xás do Império Sassânida em Ctesifonte por material de construção: os tijolos de suas fundações foram reutilizados para construir um dique artificial que reforçou as fundações do palácio contra o rio, enquanto as pedras das ameias foram reutilizadas para decorar as superestruturas do palácio. Entre os numerosos edifícios que compunham o palácio havia uma torre semicircular, conhecida como "Cúpula do Burro" (Hubate Alimar). O califa podia subir até o topo para montar em um burro e de lá contemplar a paisagem circundante.
O irmão e sucessor de Almoctafi, Almoctadir (r. 908–932), expandiu o terreno do palácio, adicionando um vasto parque de animais selvagens que se estende entre o Taje e outro dos novos palácios de Almutadide, o Palácio Turaia no canal Muça. Na descrição da recepção de uma embaixada bizantina em 917, que ocorreu no Taje, diz-se que tenha numerado nada menos que 23 edifícios distintos, incluindo o "Palácio da Árvore" (Daral Xajara) , em homenagem a um grande autômato no centro, na forma de uma árvore feita de prata, que pesava 500 000 dirrãs (cerca de 50 000 onças). A árvore tinha 18 galhos com folhas de prata e ouro, nas quais empoleiravam-se pássaros mecânicos de prata e ouro; as folhas se moviam com o vento, enquanto os mecanismos da árvore permitiam que os pássaros cantassem. A árvore estava cercada por uma poça circular reflexiva de água. A piscina era ladeada de ambos os lados por duas fileiras de quinze estátuas em tamanho natural de cavaleiros armados com dardos, com as da direita parecendo atacar as da fileira esquerda. Mais tarde, o Palácio da Árvore foi usado como prisão califal, onde os membros da dinastia foram confinados. Um belo jardim de laranjeira plantado pelo sucessor de Almoctadir, Alcair (r. 932–934), provavelmente também estava localizado nos arredores do Taje.
Almostarxide (r. 1118–1135) adicionou um novo salão de recepção ao palácio, conhecido em honra a seu portal como o "Portão da Câmara Privada" (Babal Hujerá). Esse se tornou o principal salão de audiências, onde o califa recebia dignitários e lhes dava mantos de honra. Em 1154, durante o reinado de Almoctafi II (r. 1136–1160), o Taje foi atingido por um raio. O fogo resultante durou nove dias e destruiu a maior parte do palácio, incluindo a Cúpula do Burro. Almoctafi começou a reconstruir a Cúpula do Burro de acordo com o plano original, mas depois que morreu, o trabalho foi interrompido. Em 1178, Almostadi (r. 1170–1180) ordenou que a cúpula do burro, semi-acabada, e os restos dos outros edifícios do palácio fossem demolidos e nivelados ao nível do topo do dique. O espaço plano resultante foi usado como base de um novo palácio do Taje, que ficava um pouco mais acima da margem do rio do que a estrutura original. Seu edifício principal se erguia a cerca de 10 metros acima da água e repousava, como seu antecessor, em um primeiro andar abobadado: cinco colunas de mármore sustentavam cinco grandes arcos, que convergiam para uma sexta coluna central que sustentava a estrutura.